# Lithobates palustris
Lithobates palustris is een kikker uit de familie echte kikkers (Ranidae).

## Naamgeving
De soort werd voor het eerst wetenschappelijk beschreven door John Lawrence LeConte in 1825. Oorspronkelijk werd de wetenschappelijke naam Rana palustris gebruikt. De soort behoorde lange tijd tot het geslacht Rana. De wetenschappelijke soortnaam palustris betekent 'moeras'.

## Uiterlijke kenmerken
Lithobates palustris bereikt een lichaamslengte van 4,4 tot 7,5 centimeter, de mannetjes blijven gemiddeld iets kleiner. Het grootste exemplaar had een lichaamslengte van 8,7 centimeter.
Deze kikker lijkt op zowel de luipaardkikker (Lithobates pipiens) als de zuidelijke luipaardkikker (Lithobates blairi) maar is van de laatste twee soorten te onderscheiden door de bredere dorsolaterale lijsten (klierplooien) op de rug. Het is bekend dat de twee laatste soorten een hybride kunnen vormen met deze kikker, wat de determinatie er niet makkelijker op maakt.
De kleur is meestal bruingroen op de rug en bruine poten, het luipaardpatroon steekt duidelijk af en hoewel de vlekken meestal iets langwerpiger zijn, zijn er ook exemplaren van eerder genoemde beide soorten luipaardkikkers die ovalere vlekken hebben. De Engelsen noemen deze soort de snoekkikker (pickerel frog) vanwege deze tekening.
Deze soort heeft heldere, gele tot oranje schrikkleuren aan de binnenzijde van de dijen. Als de kikker wordt aangevallen en snel wegspringt komen de felle kleuren plotseling tevoorschijn en dat wil sommige vijanden zoals reigers en slangen nog weleens een moment doen aarzelen waardoor de kikker in het water kan ontsnappen.

## Levenswijze
De voortplanting en eiafzet vindt plaats in april en na 60 tot 80 dagen komen de kleine kikkertjes uit het water, maar pas na twee jaar zijn ze geslachtsrijp. Lithobates palustris is veel giftiger dan andere soorten. Hoewel een mens enkel huidirritatie te vrezen heeft, zijn er vele slangen- en vogelsoorten die overlijden na consumptie waardoor deze kikker veel minder vijanden heeft.

## Verspreiding en habitat

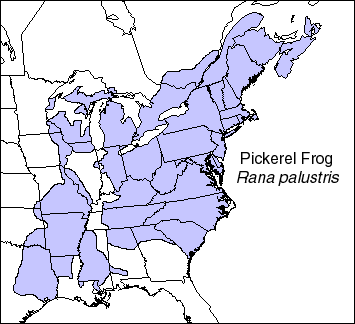
Verspreiding binnen de Verenigde Staten en Canada in het blauw.

Lithobates palustris komt voor in delen van Noord-Amerika en leeft in de Verenigde Staten en in Canada. De habitat bestaat uit zonnige open plekken bij oevers van meren en rivieren met lage vegetatie. Er is een voorkeur voor een vochtige blader- of moslaag waarin geschuild en gejaagd wordt, zoals een bodembedekking van Sphagnum- planten. Het voedsel van de kikker bestaat uit insecten en andere ongewervelden.